# مولي ولادة
مولي ولادة (الاسم العلمي: Poecilia vivipara) هي نوع من الأسماك يتبع جنس المولي من فصيلة البكيلليات.